# 市民のためのファンファーレ
『市民のためのファンファーレ』（英: Fanfare for the Common Man）は、指揮者ユージン・グーセンスの依嘱により、アーロン・コープランドが1942年に作曲したファンファーレである。20世紀音楽の中で最も分かりやすい作品の一つであり、アメリカ合衆国が生んだ芸術音楽の古典に位置づけられている。
金管楽器と打楽器のために作曲された。

## 作品成立の経緯
コープランドは自叙伝において次のように述べている。「シンシナティ交響楽団の指揮者ユージン・グーセンスが8月末に、1942年から1943年のシーズンで実行に移したいアイディアがあると手紙に書いてきた。第一次世界大戦中にグーセンスは、イギリスの作曲家に演奏会を始めることができるようなファンファーレの作曲を頼んだことがあったのだった。それがあまりにうまく事を運んだので、第二次世界大戦中は、アメリカ人の作曲家に同じことを頼んでみようとしたのである」。グーセンスの要望で作曲された、全部で18のファンファーレのうち、今なお標準の演奏曲目に残っているのは、コープランドのファンファーレのみである。
グーセンスは、「これらのファンファーレが感動的で、戦役に重要な貢献となるように提案したのは自分である」からとして、「兵士のためのファンファーレ」という題名を提案したが、コープランドは、「荘厳な儀式のためのファンファーレ Fanfare for a Solemn Ceremony」や、「四つの自由のためのファンファーレ Fanfare for Four Freedoms」などといったいくつかの題名も検討した。だがグーセンスが驚いたのは、コープランドが「市民のためのファンファーレ」という題名を付けたことだった。「その題名は、音楽と同じぐらいに独創的ですね。私の考えでは、きわめて多くを語る音楽ですから、演奏するのは特別な機会がふさわしいのです。もし賛同していただけるなら、1943年3月12日の納税日に初演をしたいのですが」。コープランドの返事は「私は納税日に市民を称えることに大賛成です」というものだった。

## 後世への影響
- 後にこのファンファーレは、コープランドの《交響曲 第3番》のフィナーレにおいて転用された。また、この作品は、戦後オリンピックのファンファーレの類型を作り出したとも言われている。
- 1972年にアメリカのプログレッシブ・ロックバンドのスティクスが、デビュー・アルバムの組曲中に本作品を取り上げている。
- イギリスのロック・バンドエマーソン・レイク・アンド・パーマーは、1977年に『ELP四部作』で本作品をとり上げた。後に3分程度に編集されてシングル・カットされ、全英シングルチャートで2位まで上昇している[2]。
- 1977年にリリースされたローリング・ストーンズの『ラヴ・ユー・ライヴ』でもオープニングに使用されるなど、クラシックに縁遠いロック・ファンにも良く知られている曲である。
- 1984年ロサンゼルスオリンピックの開会式の、ミュージック・オブ・アメリカの最初に演奏されている。

## 楽器編成
ホルン（ヘ調） 4、トランペット（変ロ調） 3、トロンボーン 3、チューバ 1、ティンパニ、バスドラム、タムタム